# Reichsstraße 161
Die Reichsstraße 161 (R 161) war bis 1945 eine Staatsstraße des Deutschen Reichs in der preußischen Provinz Pommern. Sie führte in Nord-Süd-Richtung und verband die Ostseestadt Kolberg (polnisch: Kołobrzeg) mit dem Hinterland und den wie Schnurperlen an der Rega angesiedelten Städten Treptow a.d. Rega (Trzebiatów), Greifenberg i. Pom. (Gryfice), Plathe, Regenwalde (Resko) und Labes (Łobez).
Verkehrstechnisch wichtig war die Anbindung der Ostseeküste an die Reichsstraße 2, die durch Plathe führte und als bedeutende Verbindung zwischen Berlin, Stettin und Danzig fungierte.
Die Gesamtlänge der R 161 betrug 96 Kilometer.
Die Trasse der ehemaligen R 161 führt heute durch den Norden der polnischen Woiwodschaft Westpommern. Ihre Aufgaben werden heute von Teilabschnitten der vier Woiwodschaftsstraßen DW 102, DW 109, DW 152 und DW 148 wahrgenommen.

## Straßenverlauf der R161
(heutige Droga wojewódzka 102):
Provinz Pommern (heute: Woiwodschaft Westpommern):
Stadtkreis Kolberg (heute Powiat Kołobrzeski (Kreis Kolberg)):
- Kolberg (Kołobrzeg) (Anschluss: R 124 Kolberg – Deutsch Krone (Wałcz) und R 160 Kolberg – Schneidemühl (Piła) – Kolmar in Posen (Chodzież))

~ Persante (Parsęta) ~
Landkreis Kolberg-Körlin:
- Sellnow (Zieleniewo)

~ Zingelgraben (Wielki Rów) ~
- Rossenthin (Roscięcino)
- Spie (Błotnica)

~ Spiebach (Błotnica) ~
- Charlottenhof (Bogusławiec)

Landkreis Greifenberg i. Pom. (heute: Powiat Gryficki):
- Glansee (Gołancz)

X Reichsbahnstrecke Stettin – Gollnow – Kolberg (heutige Staatsbahnlinie Nr. 402: Goleniów (Gollnow) – Koszalin (Köslin)) X

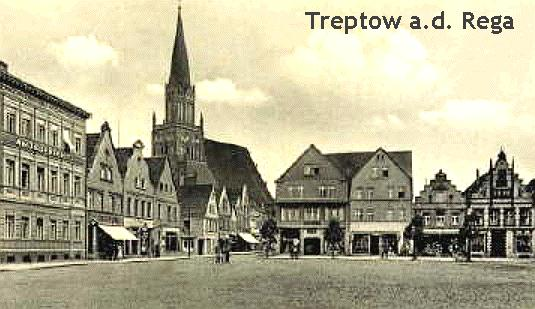
Der Marktplatz in Treptow (Rega) (Trzebiatów) um 1900

- Treptow (Rega) (Trzebiatów)

 (heutige Droga wojewódzka 109):
~ Rega ~
- Klätkow (Kłodkowo)
- Görke (Rega) (Górzyca)

X Reichsbahnstrecke Stettin – Gollnow – Kolberg (heutige Staatsbahnlinie Nr. 402: Goleniów – Koszalin) X
X ehemalige Kleinbahnstrecke der Greifenberger Kleinbahn Greifenberg – Broitz (Brojce) – Treptow (Rega) X
- Greifenberg i. Pom. (Gryfice)
- Barckow (Barkowo)

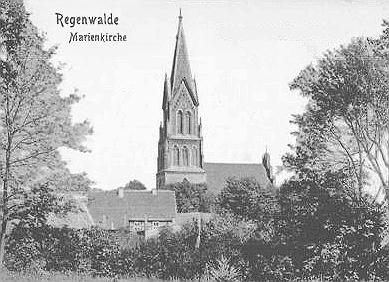
Die Marienkirche in Regenwalde (Resko)

X Reichsbahnstrecke Wietstock – Labes (heutige Staatsbahnlinie Nr. 420: Wysoka Kamieńska (Wietstock) – Worowo (Wurow)) X
Landkreis Regenwalde:
- Plathe (Płoty) (Anschluss: R 2 Mittenwald – Nürnberg – Leipzig – Berlin – Stettin (Szczecin) – Danzig (Gdańsk) – Dirschau (Tczew))

 (heutige Droga wojewódzka 152):
~ Rega ~
(heutiger Powiat Łobeski (Kreis Labes))
- Regenwalde (Resko)

X Reichsbahnstrecke Wietstock – Labes (Staatsbahnlinie Nr. 420: Wysoka Kamieńska – Worowo) X
- Stargordt (Starogard)

 (heutige Droga wojewódzka 148):
- Premslaff (Przemysław)
- Neukirchen (Bełczna)
- Muhlendorf (Poradz)
- Labes (Łobez) (Anschluss: R 162 Wangerin (Węgorzyno) – Bad Polzin (Połczyn-Zdrój))